# Porte de Tolède
La porte de Tolède (Puerta de Toledo) est l'une des anciennes portes qui donnaient accès à la ville de Madrid. Elle s'élève au centre du rond-point de la Porte de Tolède, dans l'alignement de la rue de Tolède. La porte est un arc de triomphe érigé en l'honneur de l'indépendance espagnole vis-à-vis de l'occupation française et du retour sur le trône du roi Ferdinand VII. Dessinée par l'architecte espagnol Antonio Aguado, sa construction s'est étalée entre 1813 et 1827. 

## Histoire
Sur l'enceinte de Madrid construite au XVe siècle existait déjà une porte dénommée porte de Tolède. Elle était située à proximité de l'hôpital de la Latina, et c'était à partir de celle-ci que l'on prenait le chemin qui reliait Madrid à la ville de Tolède. Cette première porte de Tolède se trouvait au croisement de la rue de Tolède et de la rue Santa Ana. 
Une seconde porte fut érigée en 1625 en même temps qu'une nouvelle muraille. Celle-ci était située sur la rue de Tolède mais plus loin du centre-ville que la porte actuelle. La seconde porte était faite de briques comme le montre le Plano de Teixeira. Des industries de travail du cuir s'installèrent à proximité de celle-ci.
Les premiers projets de construction de la porte actuelle remontent à l'époque de l'occupation napoléonienne de Joseph Bonaparte. Sa conception fut alors ordonnée afin de réaménager l'entrée sud de la capitale espagnole. Cependant l'indépendance espagnole mit fin à ce premier projet. Les autorités optèrent alors pour un arc de triomphe en l'honneur du roi Ferdinand VII. La création de la porte fut confiée à l'architecte espagnol Antonio López Aguado. La construction débuta en 1813 après destruction de la précédente porte et s'acheva en 1827. 
En 1976, la porte a obtenu le statut de bien d'intérêt culturel et une restauration, décidée par la mairie de Madrid, a eu lieu en 1995.

## Description
La porte est située au milieu d'un rond-point sur lequel a été aménagé un parterre végétal. Les voitures et les piétons ne passent pas sous la porte. La structure de la porte de Tolède est faite de granite mais les éléments décoratifs sont en pierre calcaire. La porte est parfois décrite comme « lourde » en comparaison de la Puerta de Alcalá. Une chanson satirique compare d'ailleurs la porte à un « éléphant de pierre ».
De style néoclassique, elle est composée d'un arc central plein-cintre et de deux petites portes adjacentes en plate-bande. L'arc central est bordé de colonnes ioniques tandis que les portes latérales sont bordées de pilastres du même style.
La porte de Tolède est couronnée par un groupe de sculptures dessinées par José Ginés et réalisées par Ramón Barba et Valeriano Salvatierra. On y trouve une allégorie de l'Espagne et de ses provinces sur la façade extérieure et les armoiries de la ville de Madrid sur la façade intérieure.
Au-dessus de l'arc central, dans la frise située sous les sculptures se trouve l'inscription
« 
A Fernando VII, el Deseado, padre de la Patria, restituido a sus pueblos, exterminada las usurpación francesa, 
 
el Ayuntamiento de Madrid consagra este monumento de fidelidad, de triunfo y de alegría, Año MDCCCXXVII. »

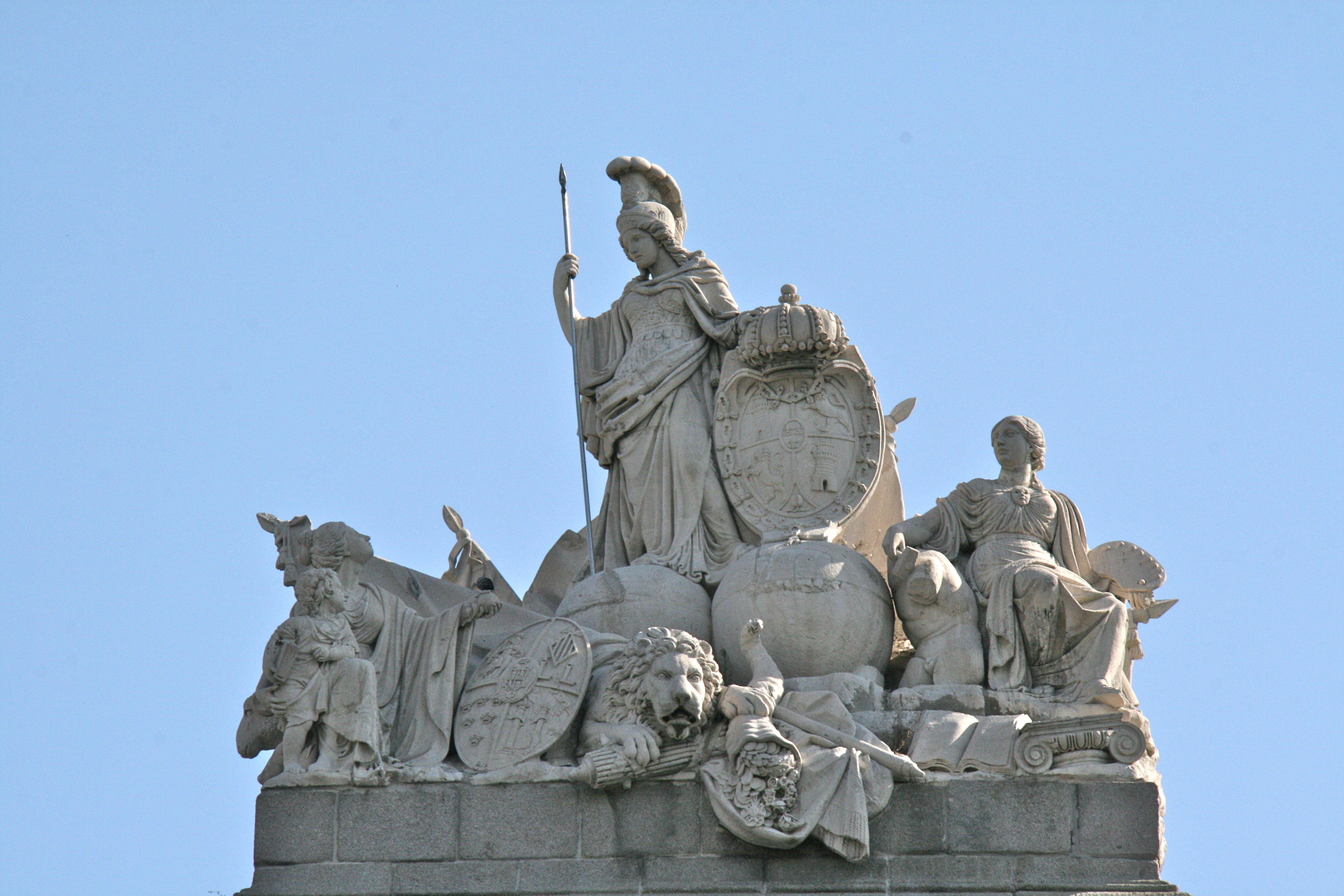
Allégorie de l'Espagne et de ses provinces (extérieur)
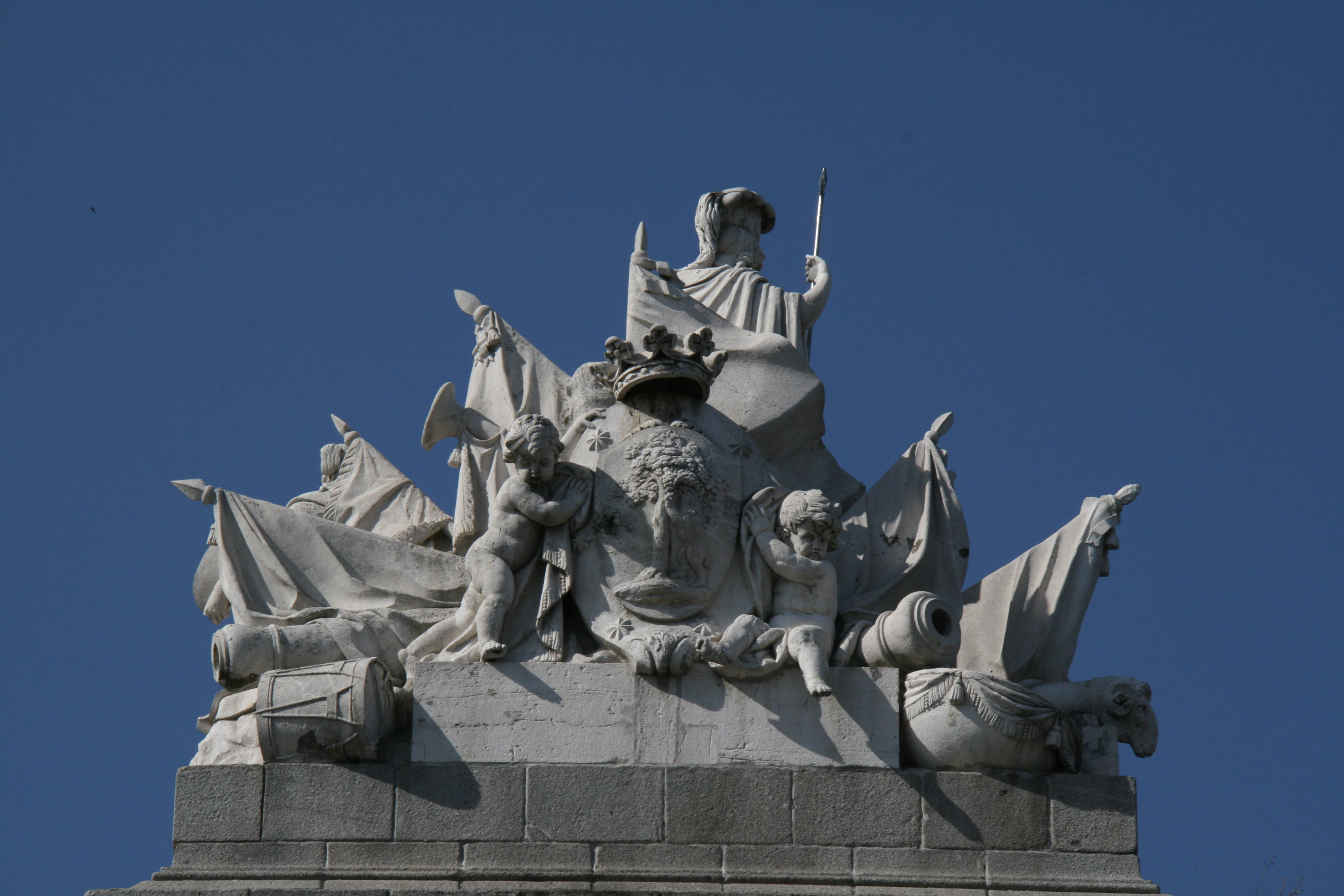
Armoiries de la ville de Madrid (intérieur)
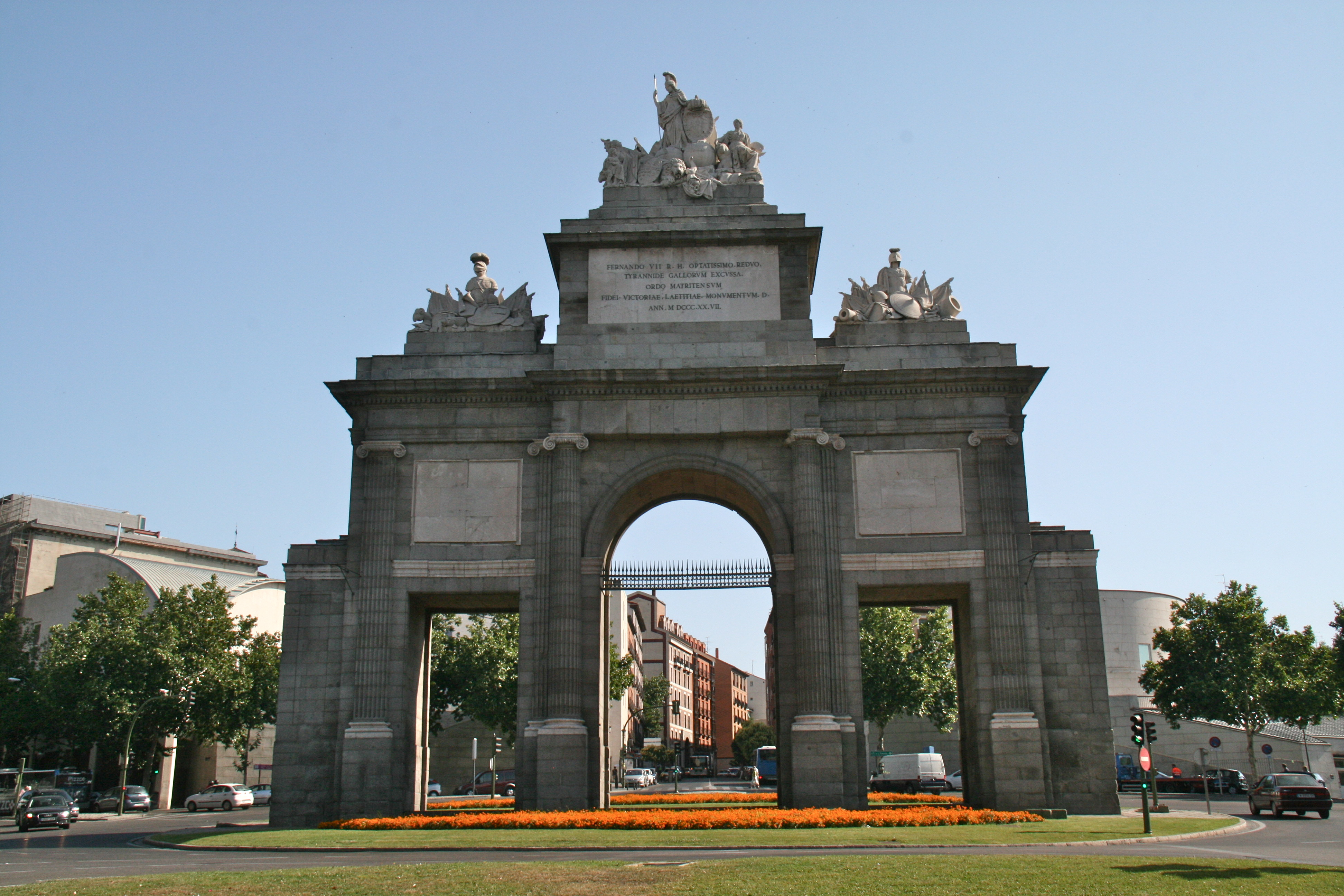
Façade sud (extérieure) de la porte de Tolède
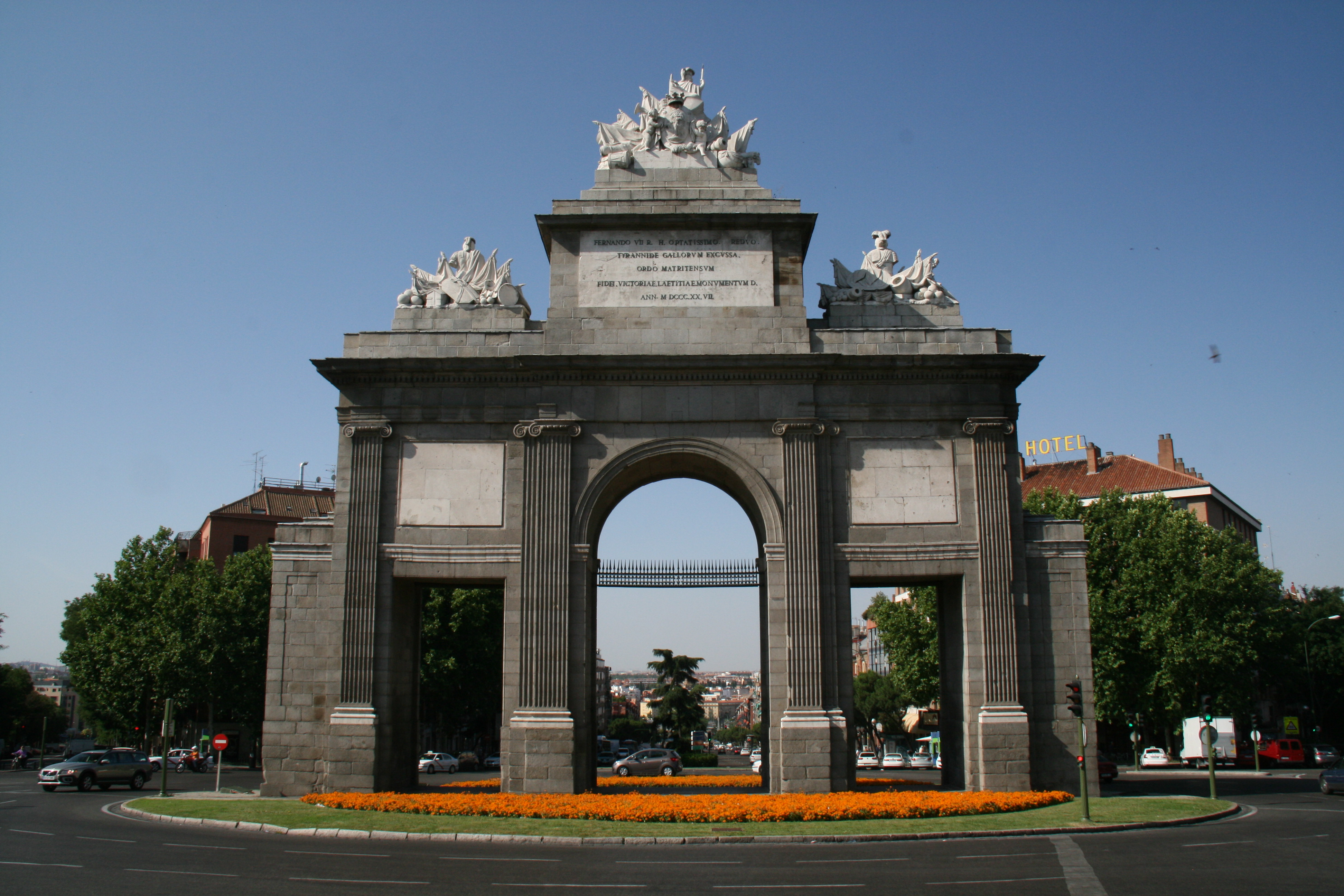
Façade nord (intérieure) de la porte de Tolède